# Yazz Ahmed
Yazz Ahmed, née en 1983 à Londres, est une trompettiste, bugliste, et compositrice de jazz bahreïni-britannique. Sa musique mélange influences arabes et occidentales, dans ce qui a été décrit comme du jazz arabe psychédélique, où elle brouille les frontières entre le jazz et la musique électronique.
Elle a travaillé avec Toshiko Akiyoshi, Rufus Reid, Mark Nightingale, John Zorn, le London Jazz Orchestra, et également enregistré et joué avec Radiohead (sur l'albumThe King of Limbs), Lee Perry, ABC, Swing Out Sister, Joan as Police Woman, Tarek Yamani et Amel Zen, et le groupe These New Puritans.

## Enfance et débuts dans le jazz
Née à Londres de mère britannique et de père bahreïnien, Yazz Ahmed passe son enfance au Bahreïn avant de retourner à l'âge de neuf ans dans sa ville de naissance où elle vit encore aujourd'hui. Elle commence tôt à jouer de la trompette, encouragée par son grand-père Terry Brown, trompettiste de jazz. Après son baccalauréat à l'université Kingston elle étudie à la Guildhall School of Music and Drama de Londres.
Durant cette période elle fonde son propre groupe et enregistre en 2011 son premier album, Finding My Way Home, qui inaugure son exploration de la fusion du jazz et de la musique arabe. Elle représente le Bahreïn à l'Olympiade Culturelle de Londres en 2012, où elle collabore avec les musiciens de Transglobal Underground. Ce projet, In Transit, est soutenu par le British Council à Dubaï et à Londres.
Alhaan Al Siduri, une suite écrite avec le soutien de Birmingham Jazzlines, est créée en octobre 2015 au CBSO Centre de Birmingham. L'œuvre est influencée par les racines bahreïniennes de Yazz Ahmed ; elle puise dans la musique folklorique des plongeurs de perles et dans les chansons traditionnelles de mariage chantées par les femmes. Sa deuxième représentation, au Festival international de musique de Bahreïn en 2016, marque les débuts de Yazz Ahmed dans son pays de naissance.
Elle reçoit ensuite une commande de l'organisation Tomorrow's Warriors, avec le soutien de la fondation Women Make Music, pour l'écriture d'une pièce sur des « femmes courageuses et influentes » (« Powerful and Inspirational Women »). Cela donne lieu à la création à Londres en 2015 de Polyhymnia, par une distribution exclusivement féminine du Nu Civilization Orchestra, lors du festival WOW! à l'occasion de la Journée internationale de la femme de mars 2015.

## Reconnaissance internationale
En 2017, son album La Saboteuse (avec notamment Shabaka Hutchings à la clarinette basse, Naadia Sherriff sur Fender Rhodes et Lewis Wright au vibraphone) est acclamé par la critique et lui fait acquérir une renommée internationale. Il est élu Jazz Album of the Year par le magazine The Wire et se classe au 18e rang des 100 meilleurs albums de Bandcamp (tous genres). Elle a fait mettre au point auparavant lors de son année en tant que compositrice au LSO Soundhubun bugle quart de ton qui lui permet d'utiliser des gammes spécifiques à la musique arabe et de se rapprocher de la nature spirituelle des « notes de blues ».
En août 2018 sort La Saboteuse Remixed, un maxi de collaborations avec trois DJ électroniques européens : Hector Plimmer, DJ Khalab et Blacksea Não Maya. Quatre des morceaux de l'album original (The Lost Pearl, Jamil Jamal, Al Emadi et Spindrifting) sont ainsi réinterprétés et atteignent un nouveau public.
Peu après, The Planets 2018 est créée spécialement pour un tour des planétariums, à l'occasion de la célébration du centenaire de la suite de Gustav Holst Les Planètes et de l'astronomie moderne. Commandée par le Ligeti Quartet, la composition Saturn est présentée et jouée dans tout le Royaume-Uni durant le mois d'octobre 2018.
Poursuivant ses explorations de l'espace, Yazz Ahmed est ensuite chargée par l'Open University d'écrire une pièce inspirée par la Lune, qui est jouée lors de la Moon Night de décembre 2018.
Polyhymnia sort en tant qu'album en juin 2019. Devant son nom à la muse grecque de la musique, de la poésie et de la danse, un personnage que Yazz Ahmed décrit comme « une déesse pour les arts », il s'agit d'une suite de six mouvements consacrée à « six femmes aux qualités exceptionnelles, des modèles avec lesquels [elle a] ressenti un lien fort » : Rosa Parks, Malala Yousafzai, Ruby Bridges, Haaifa Al-Mansour, Barbara Thompson et les Suffragettes. Depuis sa première création en 2015 le projet s'est étoffé, Yazz Ahmed ayant ajouté de nouveaux éléments et élargi son groupe de collaborateurs. Les enregistrements ont eu lieu au Royaume-Uni et en Europe sur une période de trois ans, de 2016 à 2019. Co-produit par Yazz Ahmed et Noel Langley, l'album comporte également des contributions des ingénieurs Tom Jenkins, Robin Morrison, August Wanngren, Katrine Ambler et Marco Pasquariello.
En novembre 2020, sort Polyhymnia Remixed. Yazz Ahmed s'y associe à des producteurs underground en plein essor : DJ Plead, Asmara et Surly. Le disque développe les thèmes de Polyhymnia, en réfléchissant aux histoires importantes des femmes qu'il célèbre, racontées par d'autres voix, avec une perspective nouvelle.
L'année 2021 voit la sortie de Solo 7"s Vol.1, un disque comprenant deux titres enregistrés à la maison, inspirés par l'expérience de Yazz lors de ses concerts en solo pendant la pandémie de Covid-19.

## Discographie

### Albums studio
- 2011 - Finding My Way Home (Suntara Records)
- 2017 - La Saboteuse (Naim Jazz) [13]
- 2019 - Polyhymnia (Ropeadope)
- 2025 - A Paradise in the Hold (Night Time Stories)

### Singles et EP
- 2018 : La Saboteuse Remixed (Naim Jazz)
- 2019 : A Shoal Of Souls (IXCHEL)
- 2019 : Ishmael Ensemble Feat. Yazz Ahmed - The River (Severn Songs)
- 2019 : Lahan al-Mansour (autoédition sur Bandcamp)[14]
- 2020 : Under Quiet Skies (autoédition sur Bandcamp)[15]
- 2020 : Polyhymnia Remixed (autoédition sur Bandcamp)[16]
- 2021 : Solo 7"s Vol.1 (autoédition sur Bandcamp)[17]